# Kirchenjahreslese
Die Kirchenjahreslese ist in den evangelischen Kirchen in Deutschland ein Bibelleseplan, der dazu dient, das Sonntagsevangelium bzw. den Wochenspruch in der darauf folgenden Woche durch passende Abschnitte aus der gesamten Bibel thematisch zu vertiefen. Das Konzept entspricht der „Propriums-Tageslese“ aus dem Tagzeitenbuch der Evangelischen Michaelsbruderschaft. 

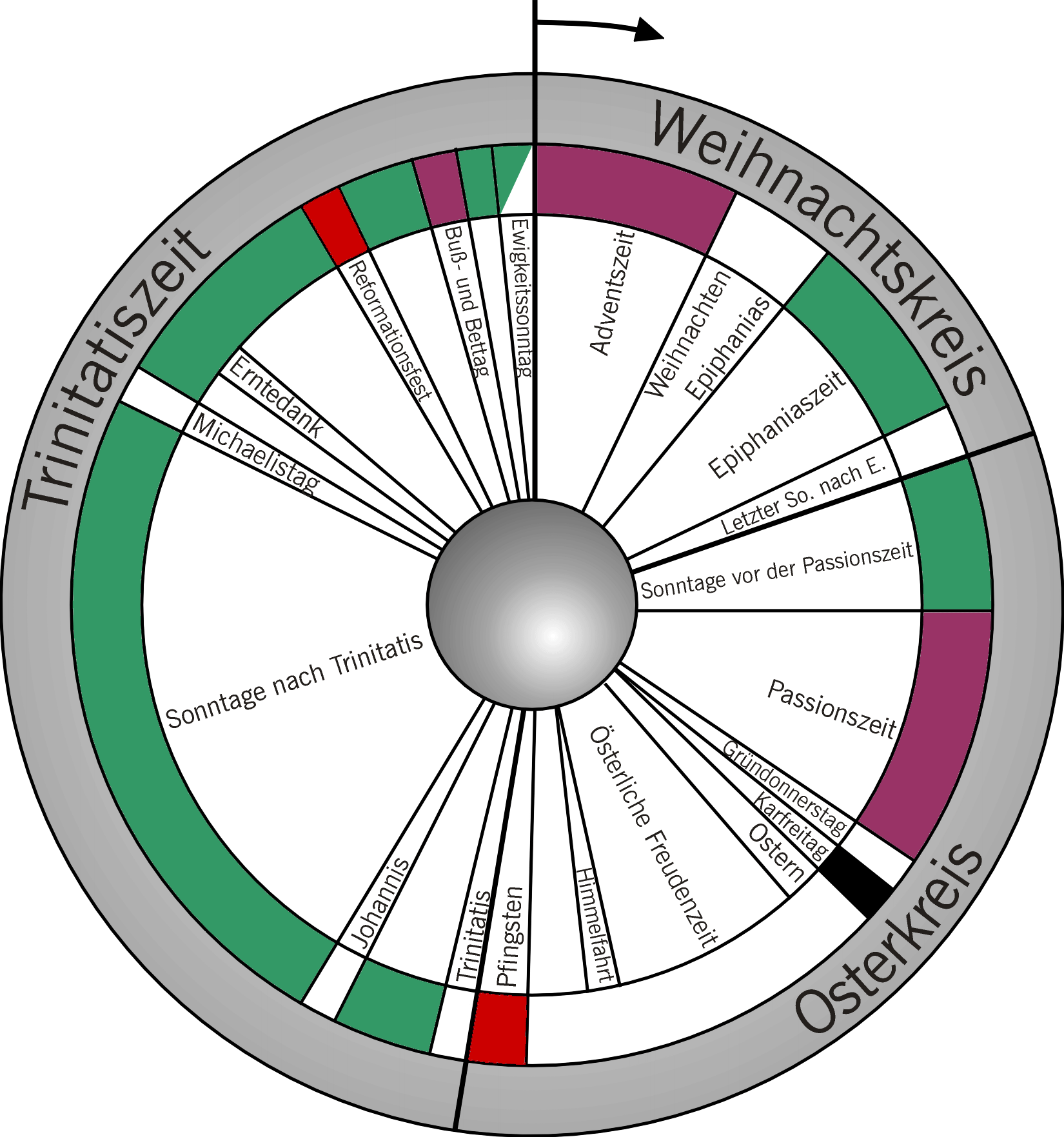
Das evangelische Kirchenjahr

Die Texte bleiben innerhalb eines Kirchenjahres gleich, andererseits erfordert jede Änderung der Perikopenordnung die Erarbeitung einer zum jeweiligen Sonntag passenden Leseordnung für die Wochentage. Die aktuelle Kirchenjahreslese wurde von Reinhard Brandhorst (ehemals Pfarrer an der Ev. Leonhardskirche, Stuttgart) im Auftrag der Liturgischen Konferenz Deutschlands erarbeitet.
Die Standardausgaben der Herrnhuter Losungen enthalten neben der Ökumenischen Bibellese auch die Vorschläge für die Kirchenjahreslese.